# Piotr Bębas
Piotr Bębas – polski biolog, dr hab. nauk biologicznych, profesor uczelni w Instytucie Biologii Funkcjonalnej i Ekologii UW; prodziekan Wydziału Biologii Uniwersytetu Warszawskiego.

## Życiorys
W 1972 r. ukończył studia biologiczne na Uniwersytecie Warszawskim, w 2002 r. obronił pracę doktorską pt. Regulacja rytmu uwalniania plemników z gonad Spodoptera littoralis, w 2011 r. habilitował się na podstawie pracy zatytułowanej Rytmy biologiczne w męskim układzie rozrodczym owadów i ssaków. 
Jest wiceprezesem Polskiego Towarzystwa Przyrodników im. Kopernika i członkiem Komitetu Biologii Organizmalnej PAN. Należy do Rady Dyscypliny Naukowej – Nauk Biologicznych Uniwersytetu Warszawskiego. 